# جون باول جيربر
جون باول جيربر (بالإنجليزية: John Paul Gerber)‏ هو كاتب أمريكي، ولد في 12 فبراير 1945، وتوفي في 12 يونيو 2010.